# Carl Päpke

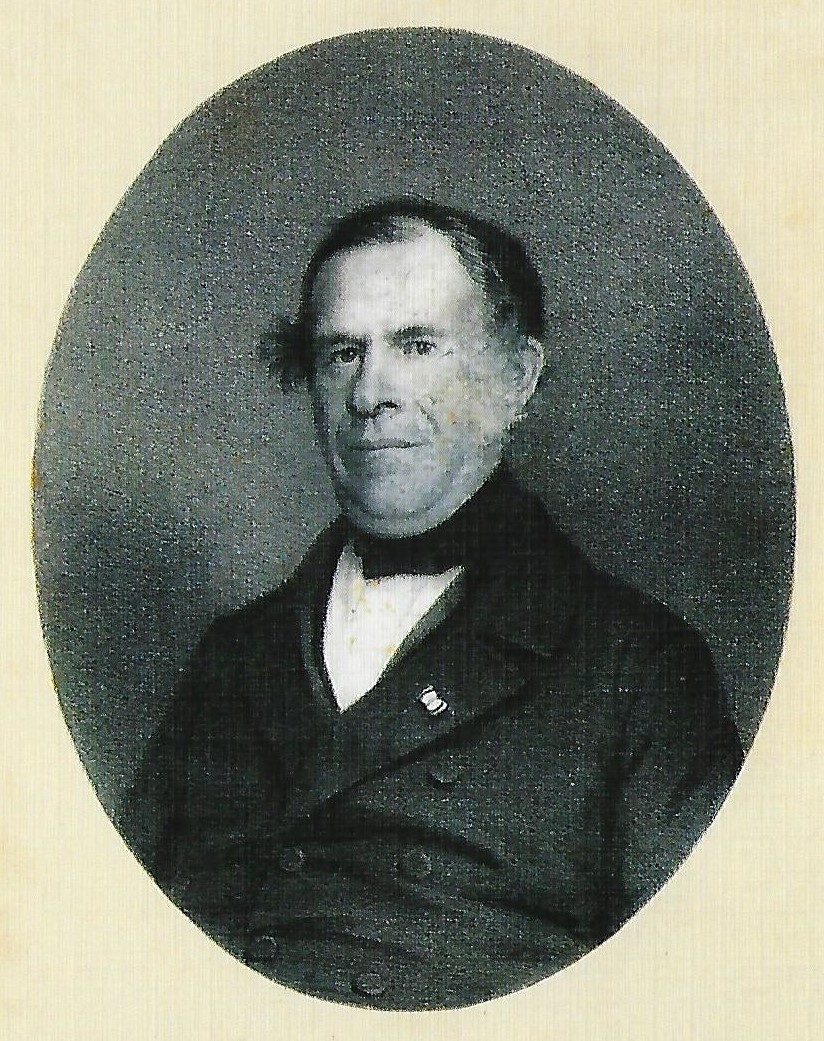
Carl Päpke

Johann Carl Gottfried Paepke, in Literatur neuerdings auch Päpke (* 27. Februar 1797 in Greifswald; † 27. Juni 1858 ebenda) war ein deutscher Kommunalbeamter und Bürgermeister von Greifswald.

## Leben
Carl Päpke studierte an der Preußischen Universität zu Greifswald Rechtswissenschaft. Er wurde Mitglied des kurzzeitig bestehenden Corps Sueco-Pomerania, das sich Michaelis 1815 wieder mit dem Corps Pomerania Greifswald vereinigte. Gedient hatte er im Garde-Schützen-Bataillon. 1820 zum Offizier der Preußischen Landwehr befördert, diente er im 2. Landwehr-Regiment. 1818 legte Päpke das Notariatsexamen am Oberappellationsgericht Greifswald sowie die Advokaten- und Richterprüfung am Hofgericht Greifswald ab. In seiner Heimatstadt wurde er 1818 Stadt- und Waisengerichtssekretär. Am 31. Dezember 1821 auf Lebenszeit zum „Rathsverwandten“, erlangte er ein Jahr später das Greifswalder Bürgerrecht im 1. Stand. Anlässlich der Feierlichkeiten zum 700. Jahrestag der Christianisierung Vorpommerns und Rügens wurde ihm von der Juristischen Fakultät der Universität Greifswald schon 1824 der Dr. iur. h. c. verliehen. Er habe sich mit großem Fleiß zu einem tüchtigen Juristen ausgebildet, der gründliche Kenntnisse mit der Fertigkeit vereine, diese in der Praxis anzuwenden. Zudem sei er „von guter Gemüthsart und untadelhaftem Wandel“. Er bekleidete als Ratsmitglied verschiedene Ämter und lernte die städtische Verwaltung gründlich kennen. Ab Ostern 1833 führte er das Direktorium der Kammer. 13 Jahre trug er als Stadtkämmerer die Verantwortung für das Greifswalder Finanzwesen. Am 9. Juni 1846 erhielt er die königliche Bestallung zum „2. rechtsgelehrten Bürgermeister“. Nachdem die Aufgabenteilung zwischen erstem und zweitem Bürgermeister 1851 entfallen war, fungierte Päpke als alleiniger Bürgermeister. Mit 61 Jahren erlag er einem Schlaganfall.

### Verdienste
Seine Verdienste um die Stadtentwicklung liegen in der 1858 eingeweihten Gasanstalt und in der Vorbereitung des Anschlusses Greifswalds an die Angermünde-Stralsunder Eisenbahn (1863). In seine Amtszeit fallen die Vorbereitungen zum Ausbau der Häfen in Greifswald und Wieck sowie der Bau eines Wasserwerkes und einer städtischen Wasserleitung.

### Ehrungen
Von Preußens König erhielt Päpke den Roten Adlerorden 4. und 3. Klasse. Die Stadt würdigte seine Verdienste durch die Benennung des Bahnhofsvorplatzes in Päpke-Platz und durch die Errichtung eines am 12. Juli 1867 enthüllten Denkmals auf dem Konsistoriumsgelände in der Bahnhofstraße. Bei der Enthüllung sprach Hugo Helfritz. Die vom Bildhauer Bernhard Afinger modellierte Bronzebüste wurde wohl 1942 demontiert und für die Rüstung eingeschmolzen. Die Granitstele des Denkmals wurde im Juni 2013 aus dem Garten vom Konsistorium der Pommerschen Evangelischen Kirche abtransportiert und auf dem städtischen Bauhof eingelagert. 2015 sollte sie auf dem Carl-Paepke-Platz neu aufgestellt werden. Im Dezember 2016 beschloss der Hauptausschuss, den Oberbürgermeister zu beauftragen, die Herstellung einer neuen Bronze-Büste und ihre Platzierung auf der Stele zu veranlassen. Die offizielle  Übergabe des wieder vollständigen Denkmals erfolgte am 12. Juli 2017, dem 150. Jahrestag seiner ersten Einweihung.

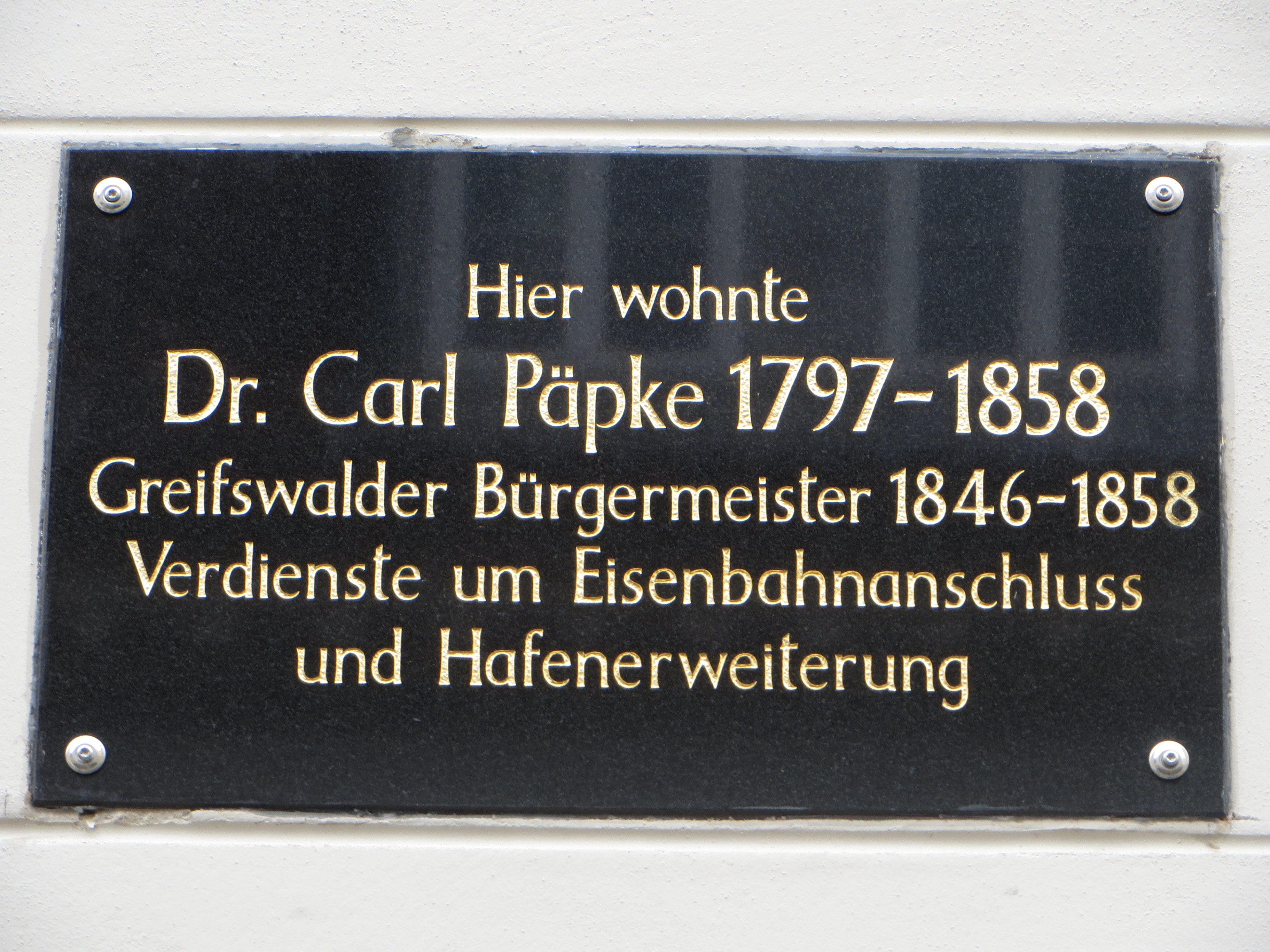
Gedenktafel
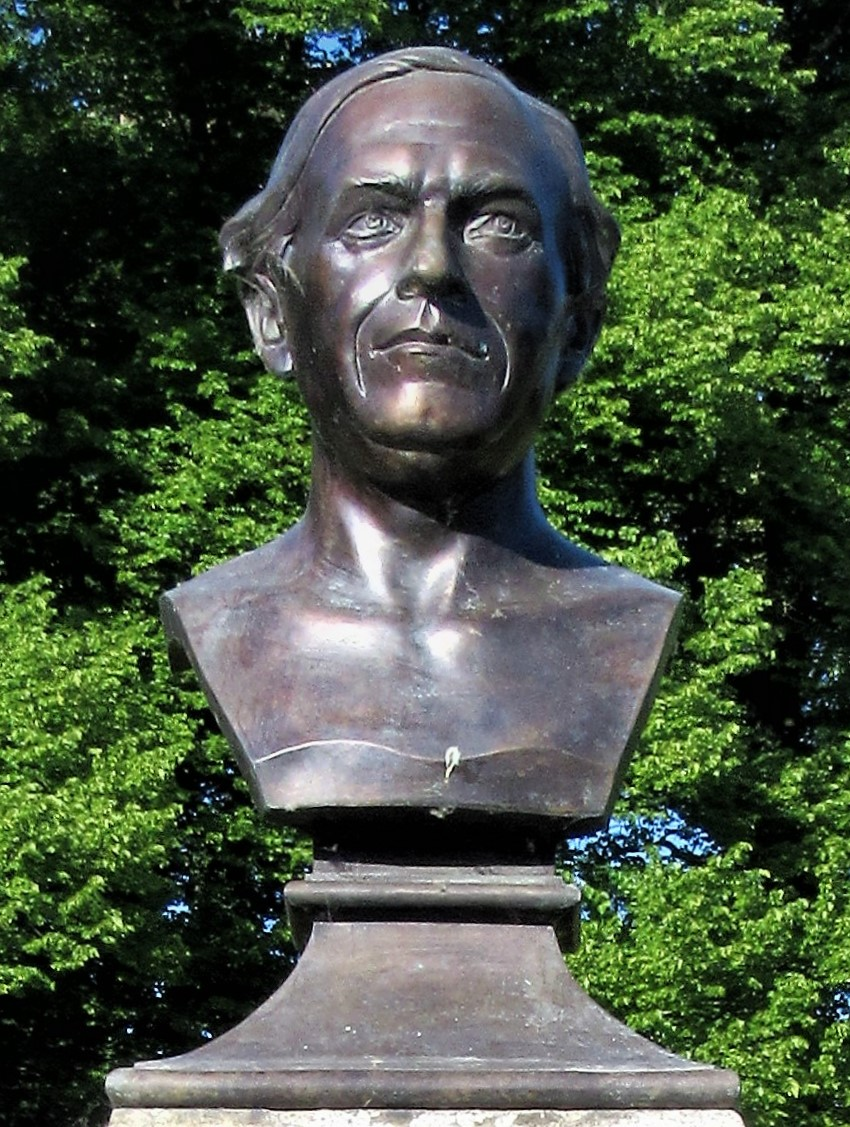
Rekonstruierte Büste

## Schriften
- Plutus: Comoedia Aristophanis. Praeeunte Johanne Erichson. In latinum translata a Johanne Godofredo Carolo Paepke. Kunike, Greifswald 1816.